# Poźrzadło Dwór
Poźrzadło Dwór (niem. Klein Spiegel Gut) – uroczysko-dawna miejscowość w województwie zachodniopomorskim, w powiecie drawskim, w gminie Kalisz Pomorski.
Miejscowość leżała w pobliżu jeziora Poźrzadło.
Dawna posiadłość dworska należąca do von Wangenheimów. Obecnie znajduje się na terenie poligonu drawskiego. Do 1966 r. w miejscowości była stacja końcowa Poźrzadło Dwór wąskotorowej linii kolejowej z Kóz.
W spisie miejscowości Meyersgaz, Klein Spiegel Gut nie jest wymieniany jako miejscowość, jest o nim wzmianka przy opisie Klein Spiegel (Poźrzadła)